# Canon FX

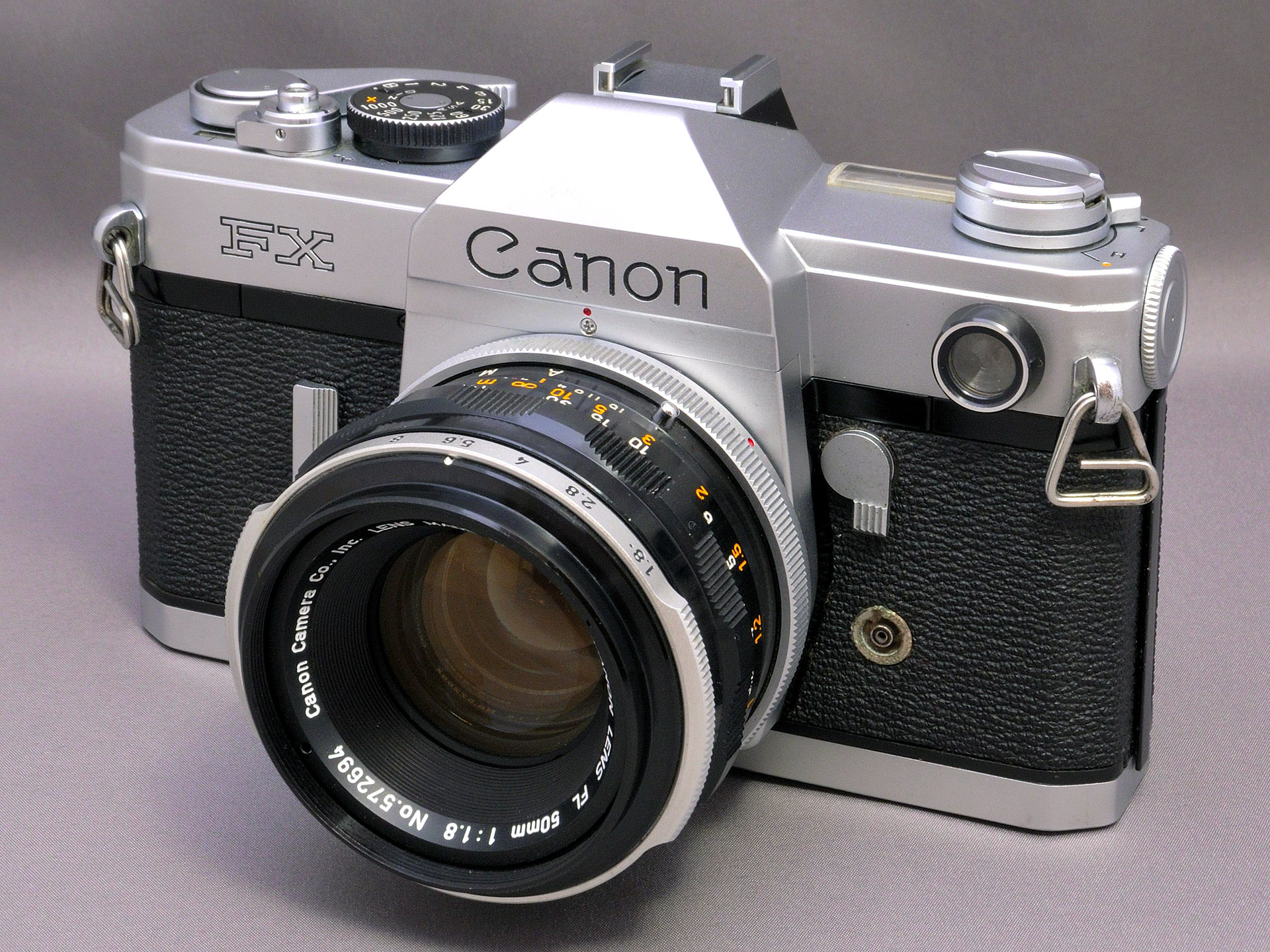
Canon FX

Die Canon FX war die erste Kamera für das Canon FL-Bajonett, von ihr gab es mit der Canon FP eine Variante ohne Belichtungsmesser.

## FX

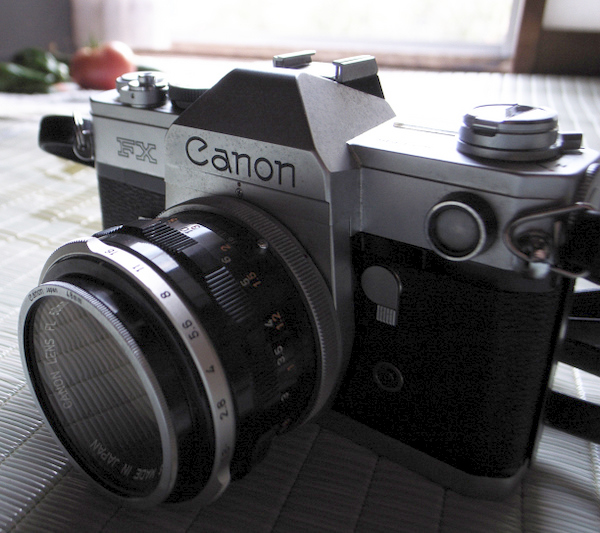
Canon FX: unter der Rückspulkurbel befindet sich das Auge für den CdS-Sensor des Belichtungsmessers

### Zeitraum und Einordnung
Die Canon FX erschien als Nachfolger der Canonflex-Modelle im April 1964 und blieb bis Ende 1969 im Programm. Ihre Ausstattung konnte man mit jener von der Minolta SR 7 oder der Yashica J 3 vergleichen, die allerdings beide schon seit 1962 auf dem Markt waren. 

### Gehäuse
Die FX besaß als erstes Modell der F-Serie ein vollkommen neues Aluminiumgehäuse, auf dem dann alle weiteren Modelle der Serie aufbauten, bis auf die Canon F-1 und Canon EF, welche ein breiteres Gehäuse besaßen.

### Sucher
Der Sucher war fest montiert und besaß eine Mattscheibe mit einem Schnittbildentfernungsmesser. Den Spiegel konnte man manuell arretieren, was insbesondere das Superweitwinkelobjektiv erforderte.

### Belichtungsmessung
Die Helligkeit bestimmte keine Selenzelle mehr, wie noch bei der Canonflex, sondern eine CdS-Zelle. Sie befand sich hinter einem Auge unterhalb des Rückspulknopfs. Die Belichtungsmessung war mit dem Verschlusszeitenrad gekoppelt, an dem sich auch die Filmempfindlichkeit zwischen ISO 10/11° und ISO 800/33° einstellen ließ. Ein Zeigerinstrument neben der Rückspulkurbel gab den ermittelten Blendenwert an, der auf das Objektiv zu übertragen war. Der Belichtungsmesser arbeitete mit zwei Stufen, die man mit einem Schalter an der Rückspulkurbel umschalten konnte.

### Verschluss
Wie von der Canonflex bekannt gab es einen horizontal ablaufenden Tuchverschluss mit den Verschlusszeiten B, 1 s, 1⁄2 s, 1⁄4 s, 1⁄8 s, 1⁄15 s, 1⁄30 s, 1⁄60 s, 1⁄125 s, 1⁄250 s, 1⁄500 s, 1⁄1000 s und X. Die Stellung X betraf die Blitzsynchronisationszeit von 1⁄55 s, wobei der Blitz mit einem Synchronkabel in Kamerablickrichtung links neben dem Objektiv angeschlossen wurde. Der Zubehörschuh besaß noch keinen elektrischen Kontakt.
Die Auslösetaste konnte durch Drehen des sie umgebenden Rings gesperrt werden, bzw. in Stellung B ein- und mit einem zweiten Druck wieder ausrasten. Die FX besaß erneut einen Selbstauslöser und zudem einen manuell hochklappbaren Spiegel, was mit einem Hebel unterhalb des Messauges vonstattenging.

### Stromversorgung
Die FT benötigte eine PX 625 und war dabei auf die exakten 1,35 V Spannung dieses Batterietyps angewiesen. Der Hauptschalter befand sich hinten rechts am Gehäusedeckel. Ohne eingelegte Batterie arbeiteten alle Kamerafunktionen bis auf den Belichtungsmesser.

## FP

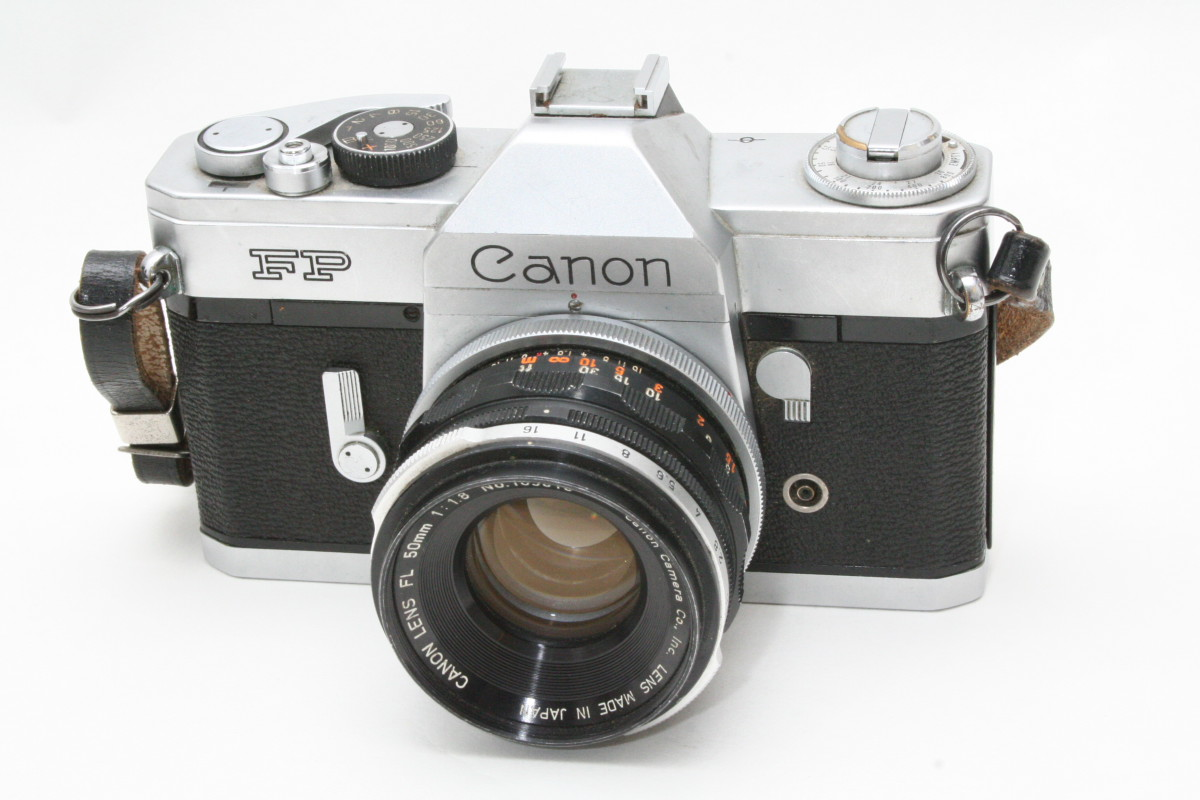
Canon FP

### Zeitraum
Canon stellte die FP im Oktober 1964 vor. 

### Unterschiede zur FX
Die FP verzichtete vor allem auf den Belichtungsmesser, außerdem gab es für Langzeitbelichtungen keinen einrastenden Auslöser. Die übrigen Funktionen bis hin zu Selbstauslöser und manuell hochklappbarer Spiegel blieben erhalten.

### Zubehör
Für die FT gab es einen speziellen Belichtungsmesser, der auf den Prismensucher aufgesetzt wurde und die an ihm eingestellte Verschlusszeit auf die Kamera übertrug. Seine Empfindlichkeit entsprach jenem in der FX, auch gab es zwei Messbereiche.